# Anton Števanec
Anton Števanec (ponekod Štefanec, madžarsko Stevanecz Antal, Stevanécz Antal, Steffanecz Antal), slovenski nabožni pisatelj, učitelj, kantor in vaški notar, * 29. december 1861, Vanča ves, † 12. april 1921, Zalaháshágy.
Rodil se je v  kmečko družino v Vanči vasi pri Tišini. Njegova starša Matjaž Števanec in Žužana Ratnik sta še mlada umrla, zaradi česar je bil takrat mladi Anton poslan v sirotišče Kelcz-Adélffy v Kiseg (Kőszeg). V Kisegu je med letoma 1874 in 1881 obiskoval osnovno šolo in tudi nižjo gimnazijo . Kasneje je študiral na učiteljišču in po končanem šolanju najprej učiteljeval v Csurgóju, na Šomodskem. Potem je šel domov in delal na Tišini (1884-1887), kasneje na Madžarskem, v Hevesu (marec-junij, 1887). Tam se je poročil z madžarko Anno Zuggó iz Szécsénya. Od leta 1887 do leta 1890 je bil učitelj na Cankovi, kjer je spoznal Jožefa Borovnjaka. 
Leta 1890 je prišel v Števanovce, kjer je dobil delo kot novi učitelj. Prejšnji učitelj, gradiščanec Matjaž (Matija) Šlezak, je namreč umrl. Osem let je Anton delal v Števanovcih kot učitelj, kantor in notar. Tukaj je napisal svoje edino delo Szrczé Jézus v prekmurščini, ki je obenem molitvenik in nabožna pesmarica. Knjiga je izšla v petih ponatisih. Števanec je pri tem uporabil dele knjig Mikloša Küzmiča in Jožefa Košiča. V Porabju in Prekmurju je bila pesmarica v uporabi do leta 1917, ko jo je sombotelska škofija prepovedovala.
Zaradi Števanovčevega pijančevanja in nasilništva, so prebivalci Števanovcev dosegli, da je 30. januarja 1898 odstopil. Potem so ga premestili v Kerkakutas, v Őrség. Leta 1900 se je želel vrniti v Števanovce, k čemur pa je nasprotoval števanovski župnik, Karel Fodor.
Leta 1901 je prišel v Zalaháshágy, na Zalsko, kjer je živel zadnjih dvajset let svojega življenja.

## Dela
- Szrcé Jézus molitvena in peszmena kniga. Za pobozsne krsczcenike (1896, 1901, 1907, 1913, 1916)